# Đạo quan binh
Đạo quan binh (tiếng Pháp: territoire militaire) là một đơn vị cai trị hành chính - quân sự đặc biệt nhằm bảo vệ sự thống trị của Pháp tại các tỉnh biên giới phía bắc Việt Nam trong thời kỳ Pháp thuộc.

## Chế độ Tài phán quân sự vùng biên giới
Sau các hiệp ước bất bình đẳng, thực dân Pháp nắm được toàn quyền cai trị thực tế với lãnh thổ Đại Nam. Ở mỗi Kỳ, thực dân Pháp tổ chức các chính quyền cai trị khác nhau. Đối với Bắc Kỳ, thực dân Pháp thực hiện chế độ bảo hộ trên danh nghĩa, trực trị trên thực tế. Tuy nhiên, đối với các vùng biên giới, nơi mà quyền lực tự trị của các thổ ty vẫn ưu thế và quyền lực của triều đình Đại Nam vẫn còn lỏng lẻo, thực dân Pháp xây dựng chế độ cai trị quân sự bổ sung cho dân sự, nhằm để đối phó với các cuộc nổi dậy của nghĩa quân địa phương và ra oai với các thế lực bên kia biên giới. Từ 1886-1888, bên cạnh việc thành lập các chính quyền dân sự cấp tỉnh, để các hoạt động quân sự được độc lập hơn nữa và không bị lệ thuộc vào viên Công sứ dân sự, thực dân Pháp còn tổ chức các đạo binh tại địa phương, thực hiện chế độ tài phán quân sự (Soumis à la Juridiection Militaire), thành lập 14 quân khu (région militaire) từ Thanh Hóa trở ra. Mỗi quân khu do một sĩ quan cấp trung tá hoặc đại tá trực tiếp chỉ huy. Dưới cấp quân khu là các Tiểu quân khu (cercle militaire) và các đồn binh đồn binh độc lập tại các điểm trọng yếu. Thông thường ở các tỉnh tương ứng, viên sĩ quan chỉ huy đạo quân ở đó cũng kiêm nhiệm chức vụ Phó Công sứ quân sự (Vice résident militaire).
Theo sự sắp xếp trên, 14 quân khu bao gồm:
1. Sơn Tây: phó công sứ Chanu
2. Bắc Ninh: phó công sứ Borgnis-Desbordes
3. Tuyên Quang: phó công sứ Michaud[3]
4. Nam Định: phó công sứ Dodds
5. Sơn La: phó công sứ De Chateaurocher
6. Hà Nội: phó công sứ Pernot
7. Thanh Hóa: phó công sứ Metzinger[4]
8. Hải Dương: phó công sứ Piot
9. Lào Cai: phó công sứ Winckel-Mayer[5]
10. Lạng Sơn: phó công sứ Servière
11. Phủ Lạng Thương: phó công sứ Tardieu
12. Hải Phòng: phó công sứ Gousset
13. Cao Bằng: phó công sứ Oudri
14. Fleuve Rouge et basse Noire: phó sứ Bosc

Năm 1888 - 1889, Pháp tiếp tục thay đổi các quan chức, chỉ huy quân sự ở các lữ đoàn (brigade) và công sứ ở các tỉnh. Ở lữ đoàn 1, Pháp đưa Chanu thay Barberet (tháng 1/1889), Bichot (2/3/1889) và Frey (26/3/1889). Cuối tháng 3/1889, Barberet chỉ huy lữ đoàn 7. Tháng 7/1889, Ortus chỉ huy lữ đoàn 4. Ở các lữ đoàn còn lại: Thomasset (lữ đoàn 6, 11/1888), Servieres (lữ đoàn 9, 11/1888), De Lacale (lữ đoàn 16, 1/1889), Dabat (lữ đoàn 14, 2/1889), Bergounioux (lữ đoàn 2, 3/1889). Ngày 13/8/1888, Pennequin được cử làm phó công sứ Sơn La. 
Đầu năm 1889, Pháp liên tục hành quân đàn áp các cuộc khởi nghĩa. Tháng 1/1889, tướng Desbordes chỉ huy các cánh quân (gần 700 người) từ Thái Nguyên tiến đánh khởi nghĩa Ba Ky, Lương Tam Kỳ ở Chợ Mới - Chợ Chu. Ở tiểu khu Yên Bái, tiểu đoàn 1 Bắc Kỳ của Rochetin đàn án nghĩa quân Phùng Văn Long (cộng sự của Lưu Vĩnh Phúc). Ở Sơn La, tướng Pennequin kết hợp với quân của Pavie (lãnh sự Lào) tấn công nghĩa quân Đèo Văn Trì; đồng thời Camus (Điện Biên Phủ) cũng được lệnh đàn áp khởi nghĩa Sha. Để đối phó khởi nghĩa Đốc Di ở Hưng Hóa, các đội quân Pháp của đồn trưởng Kleber (Văn Bàn), Hosselopp (Thanh Ba), Chabrol (Hưng Hóa) tiến nhanh ra đàn áp khốc liệt. Giữa năm 1889, các đạo quân của tướng Delmotte (Sơn Tây) và Bourdel (Chợ Bờ), thanh tra Lebrun (Thanh Hóa) kéo đến đàn áp nghĩa quân ở lưu vực sông Đáy - Đông Sơn, buộc Lãnh Canh phải rút về Ba Vì. Riêng các toán quân phỉ Trung Hoa hoạt động gần biên giới, quân Pháp do Faurax (Hoàng Su Phì), Bauquesne (Đông Châu), Therion (Than Muội), Haitce (Móng Cái), Damad (Đông Triều) và Baudart (Hà Cối) liên tục tấn công, quân của Hoàng Cao Khải truy quét nghĩa quân Đốc Tích ở Móng Cái - Quảng Yên. Ở Phủ Lạng Thương, quân Pháp do Serviere (Lạng Sơn), Monguillot (Từ Sơn - Thuận Thành), Vary (Kép) tiến đánh khởi nghĩa Tuần Văn. Ở Cao Bằng, nghĩa quân Hà Cốc Thượng, La-wa-dương bị quân Pháp của Macajour, phó công sứ Oudri (11/1888) chặn đánh.  
Tháng 8/1889, Pháp rút xuống còn 13 quân khu. Theo đó, Pháp gom các tiểu khu vào cho lữ đoàn (brigade), riêng lữ đoàn 4 quản lý hết các tỉnh ở Nam Kỳ. Phân chia như sau: 
1. Lữ đoàn 1: quản lý quân khu Yên Bái (Trại Hút, Lục An Châu, Lào Cai, Bát Xát, Phố Lu, Phong Thổ, Bảo Hà), quân khu Hưng Hóa (Ngọc Tập, Cấm Khê, Văn Bàn, Thanh Ba, Ngòi Lao, Yên Lương), quân khu Tuyên Quang (Tuyên Quang, Đông Châu, Chiêm Hóa, Bắc Kạn, Chợ Rã, Vĩnh Thụy, Yên Bình, Bắc Quang, Hayan, Bắc Mê, Bảo Lạc), quân khu Sơn Tây (sông Đáy, Việt Trì, Phủ Đoan, Liên Sơn, Hà Nội), quân khu Sơn La (Sơn La, Tà Châu, Bần Yên, Lai Châu, Điện Biên Phủ, Tuần Giáo, Nghĩa Lộ, Đại Lịch), quân khu Ninh Bình (phủ Nho Quan, Phủ Lý). Quản lý là Pennequin (Sơn La), Gonard (Yên Bái), Remery (Tuyên Quang)
2. Lữ đoàn 2: quản lý quân khu Hải Phòng (Quảng Yên, Hà Cối, Tiên Yên, Hoành Mô, Đình Lập), quân khu Phủ Lạng Thương (Bố Hạ, Kép, Bắc Lệ, Kép Hạ, Biển Đông, An Châu, Vi Loại, Mai Xu, Đà Bắc, Hải Dương, Đông Triều), quân khu Bắc Ninh (Đáp Cầu, Bac de Rapides, Thái Nguyên, Hương Sơn, Chợ Mới, Chợ Chu), quân khu Cao Bằng (Sóc Giang, Trà Lĩnh, Nguyên Bình, Ngân Sơn, Trùng Khánh Phủ, Hạ Lang, Phục Hòa, Nậm Nàng), quân khu Lạng Sơn (Đồng Đăng, Phố Bình Gia, Than Muội, Chợ Trang, Thất Khê, Đông Khê, Na Chàm). Chỉ huy chung có Pegna, Serviere (Cao Bằng)...
3. Lữ đoàn 3: quản lý quân khu Huế (Huế, Tourane, Thuận An)
4. Lữ đoàn 4: quản lý Nam Kỳ (Biên Hòa, Sài Gòn, Bà Rịa, Bến Tre, Cap Saint Jacques, Cái Bè, Cây Mai, Cần Thơ, Châu Đốc, Chợ Lớn, Gò Công, Hà Tiên, Les Mares, Long Xuyên, Mỹ Tho, Poulo-Condore, Rạch Giá, Sa Đéc, Sóc Trăng, Tân An, Tây Ninh, Thi-thinh, Trảng Bàng, Trà Vinh, Thủ Dầu Một, Vĩnh Lức, Vĩnh Long) và Cambodge

Năm 1890 chứng kiến tiếp tục thay đổi nhân sự: Duchemin chỉ huy lữ đoàn 2 (thay cho Godin làm tổng chỉ huy quân đội Đông Dương), Bourger thay Dumas chỉ huy lữ đoàn 1, Trentinian chỉ huy lữ đoàn 3 thay cho Dominé. Tổ chức quân khu không thay đổi.  

## Thành lập các đạo quan binh
Tuy nhiên, việc tổ chức các quân khu tỏ ra không hiệu quả, vì vậy ngày 6 tháng 8 năm 1891, Toàn quyền Đông Dương De Lanessan ra nghị định bãi bỏ các quân khu và thay vào đó bằng các đạo quan binh do một sĩ quan cao cấp người Pháp làm tư lệnh với đầy đủ quyền quân sự và dân sự. Về quyền quân sự, chỉ chịu sự chỉ đạo tối cao của Tổng tư lệnh lực lượng quân đội viễn chinh Pháp tại Đông Dương. Về quyền dân sự, ngang với Thống sứ Bắc Kỳ và chịu sự chỉ đạo tối cao của Toàn quyền Đông Dương. Mỗi Đạo quan binh lại được chia ra thành nhiều Tiểu quân khu. Đứng đầu Tiểu quân khu là một sĩ quan có quyền hành tương đương như Công sứ đầu tỉnh dân sự.
Ngày 20 tháng 8 năm 1891, Toàn quyền Đông Dương ra nghị định thành lập ở Bắc Kỳ 4 đạo quan binh:
1. Đạo quan binh I (Phả Lại), đạo lỵ là Phả Lại. Địa bàn gồm 3 tiểu quân khu: Phả Lại, Thái Nguyên, Móng Cái.
2. Đạo quan binh II (Lạng Sơn), đạo lỵ là Lạng Sơn với 3 tiểu quân khu: Lạng Sơn, Cao Bằng, Hà Giang.
3. Đạo quan binh III (Yên Bái), đạo lỵ đặt ở Yên Bái với 3 tiểu quân khu: Yên Bái, Lào Cai, Tuyên Quang.
4. Đạo quan binh IV (Sơn La), đạo lỵ đặt ở Sơn La, địa bàn gồm địa hạt Sơn La và một số tổng tách từ Hưng Hóa sang.

Một nghị định khác được ban hành cùng ngày đã quy định về việc thiết lập các Tiểu quân khu (cercle), quy định chức năng, quyền hạn và cơ cấu về tổ chức nhân sự, lực lượng của các Tiểu quân khu trong các Đạo quan binh. Chỉ huy Tiểu quân khu là một sĩ quan cao cấp, được trao các quyền hạn như Công sứ, phó Công sứ và trực tiếp quản lý hành chính Tiểu quân khu; Chỉ huy Tiểu quân khu do Toàn quyền Đông Dương bổ nhiệm theo đề nghị của Tướng Tổng chỉ huy tối cao quân đội Pháp ở Đông Dương.
Theo nghị định ban hành vào tháng 11/1891, các đạo quan binh phân chia như sau: 
1. Đạo quan binh số 1 do trung tá I. M. Terrillon[13] làm tư lệnh trưởng, phụ tá là tướng Voiron (đóng ở Bắc Ninh). Có 3 tiểu khu, mỗi tiểu khu gồm nhiều đồn: Móng Cái (Hoành Mô, Móng Cái, Đình Lập, Tiên Yên), Sept-Pagodes (Sept-Pagodes, Lâm, Bắc Lệ, Biển Đông, An Châu, Láng Trứa, Mai Xu, Đà Bắc, Đông Triều[14]), Thái Nguyên (Thái Nguyên, Chợ Mới, Nhã Nam, Lược Hạ, Bố Hạ, Chợ Trang[15])
2. Đạo quan binh số 2 do A. Sèrviere làm tư lệnh trưởng[16], gồm các tiểu khu: Lạng Sơn (Lạng Sơn, Thất Khê, Na Chàm, Phố Bình Gia[17]), Cao Bằng (Chợ Rã, Ngân Sơn, Nậm Nàng, Mò Xác, Sóc Giang, Phủ Trùng Khánh, Hạ Lang, Phục Hòa, Đông Khê, Trà Lĩnh, Nguyên Bình[18]), Hà Giang (Hà Giang, Bắc Quang, Bắc Mê, Bảo Lạc, Bắc Kạn, Chiêm Hóa[19]). Lữ đoàn 2 do Boilève chỉ huy.
3. Đạo quan binh số 3 do Beylié[20] làm tư lệnh trưởng, gồm các tiểu khu: Yên Bái (Yên Bái, Trại Hút, Ngòi Tíe, Lục An Châu, Cấm Khê, Văn Bàn, Ngòi Lao, Yên Lương, Vĩnh Thùy[21]), Lào Cai (Lào Cai, Bát Xát, Phong Thổ, Phố Lu, Bảo Hà[22]), Tuyên Quang (Tuyên Quang, Phủ Đoan, Đông Châu[23])
4. Đạo quan binh số 4 do Fouquet làm tư lệnh trưởng, gồm tiểu khu: Vạn Bú (Pennequin chỉ huy), Lai Châu (Sơn La, Lai Châu, Điện Biên Phủ, Nghê Lo, Đại Lịch, Tú Lệ, Ca Vinh, Sai Luông, Văn Yên, Yên Lãng[24])[25]

Đầu năm 1893, Pháp thực hiện thay đổi nhân sự lớn ở các đạo quan binh và chỉ huy các đồn. Mục đích chính là tập trung lực lượng cơ động để đàn áp khởi nghĩa Đề Thám và các cuộc khởi nghĩa lớn ở vùng đông bắc. Giữa năm 1893, phong trào đấu tranh của người Việt lên cao ở khu vực đông bắc, chính quyền thực dân quyết định cử tướng Voiron chỉ huy cả hai đạo quan binh 1 và 2. Lực lượng quân sự bản xứ (lính khố xanh) được Pháp sử dụng triệt để từ sau năm 1891, với nhiệm vụ chính đàn áp các cuộc khởi nghĩa, phục vụ ở các đạo quan binh, canh gác nhà tù ở phủ, huyện, châu... Tháng 5/1893, Pháp cử Thoreaux đem 10 trung đoàn tiến đánh khởi nghĩa ở Stungtreng và Khoong (Cambodge)
Cưối năm 1893, Pháp cũng thực hiện thay đổi nhân sự ở các đạo quan binh: Tháng 11/1893, Servière quản lý đạo quan binh số 2. Nhưng đến cuối tháng 11/1893, Pháp cử Galliéni quản lý đạo quan binh 1 và 2 thay cho Servière, thay vào đó Servière sang đạo quan binh số 4 thay cho Pennequin về Pháp. Tháng 4/1894, Chapelet thay Galliéni quản lý đạo quan binh số 1 (đến tháng 11 thì Dumont sang thay). Tại đạo quan binh số 1, Galliéni thảo luận kế hoạch đàn áp khởi nghĩa Yên Thế và các cuộc khởi nghĩa ở khu vực Lạng Sơn - Móng Cái. Ở đạo quan binh số 2, Galliéni cùng Servière hành quân đánh quân khởi nghĩa Hoàng Đại Nhân và các cuộc khởi nghĩa ở dọc biên giới. Ở Tuyên Quang, quân Pháp hành quân đàn áp khởi nghĩa Hoàng Thân Lợi, Nguyễn Triệu Trọng, Hoàng Man, Hoàng Cầu, Hà Cốc Thượng (bản gốc là A-Coc-Thuong). Ở đạo quan binh số 4, theo lệnh của Servière (tư lệnh đạo quan binh), chỉ huy tiểu khu Lào Cai Gouttenegre kéo quân đánh khởi nghĩa Hoàng Triệu Trọng, Hoàng Man, Hoàng Cầu... Marcajour (Nhật Sơn) và Diguet (Vạn Bú) đánh quân khởi nghĩa Hoàng Man để mở đường giao thông. Giữa năm 1894, các đạo quân của Boulloche (Phủ Lạng Thương), Muselier (công sứ Bắc Ninh), tiến đánh khởi nghĩa Yên Thế. 
Đầu năm 1894, Rousseau ra làm toàn quyền Đông Dương. Các chỉ huy đạo quan binh không thay đổi (Chaumont chỉ huy đạo quan binh số 1). Ở Cao Bằng, Pháp lập các đồn binh đánh quân khởi nghĩa Ti-Tien-Duc, Cottes (Bảo-Kêm) mở chiến dịch đánh A-Coc-Thuong. Quân Pháp ở đạo quan binh 2 và 3 tiếp tục đàn áp các cuộc khởi nghĩa còn sót lại.
Từ đầu năm 1896, Rondony lên làm chỉ huy ở Yên Thế, cùng Galliéni tiếp tục tấn công nghĩa quân Đề Thám. Ở đạo quan binh số 2, Duchemin lệnh cho quân Pháp tiến đánh ổ đề kháng của Lương Tam Kỳ. Ở đạo quan binh số 3 Hà Giang, tướng Brenot (Bắc Quang) cùng Briquelot đem quân đánh nghĩa quân Lê Chí Tuấn và Mạc Quế An, Thương Văn Thọ, A-Cốc-Thượng; Vallière đánh nghĩa quân Lương Văn Sơn ở Chợ Chu. Đồng thời, chỉ huy tiểu khu Cao Bằng là Audeoud vây đánh nghĩa quân ở khu vực thượng sông Gâm, Cao Bằng. Đầu năm 1896, Nouvel (Hà Giang) tiến đánh nghĩa quân Lê Chí Tuấn, Ô-Xà-Tổng, Bàn Văn Tôn... Ở đạo quan binh số 4, cuối năm 1896, Pháp tập trung lực lượng đánh nghĩa quân Hoàng Man (Lào Cai).
Tháng 9/1896, De Badens chỉ huy đạo quan binh số 3, đồng thời thay Chaumont chỉ huy khu quân sự Bắc Ninh. Tháng 7/1897, Badens thay luôn Pennequin chỉ huy đạo quan binh số 4. Tháng 10/1897, Chevallier làm tổng chỉ huy quân Pháp ở Bắc Kỳ, Archinard làm tổng chỉ huy quân Pháp ở Nam Kỳ. Tháng 2/1899, Pháp chia thành 3 lữ đoàn: lữ đoàn 1 Hà Nội của Frey, lữ đoàn 2 Hải Phòng của Dumas, lữ đoàn 3 Sài Gòn của Archinard; nhưng đến tháng 3/1899, Frey thay Archinard ở lữ đoàn 3, Chaumont về lữ đoàn 1. Từ năm 1897, Pháp tập trung lực lượng đánh Đề Thám. 

## Thay đổi phân cấp
Năm 1900, dưới sự chỉ huy của B. Desbordes, Pháp giữ nguyên 3 lữ đoàn (brigade) với phân chia như sau:
- Lữ đoàn 1 Hà Nội (Chaumont chỉ huy trưởng) gồm trung đoàn thủy quân lục chiến số 9 (3 tiểu đoàn) do Pelacot chỉ huy, trung đoàn bộ binh số 4 Bắc Kỳ (Belin và Gonard), tiểu đoàn Lê dương số 2 (Girardot).
- Lữ đoàn 2 Hải Phòng (Dumas chỉ huy trưởng) gồm trung đoàn thủy quân lục chiến số 10 (Beaujeux), trung đoàn bộ binh số 3 Bắc Kỳ (Marot), tiểu đoàn Lê dương số 1 (Vandenberg).
- Lữ đoàn 3 Sài Gòn (Frey chỉ huy trưởng) gồm trung đoàn thủy quân lục chiến số 11 (3 tiểu đoàn, Ytasse chỉ huy), trung đoàn lính khố đỏ (tirailleur) số 1 do Adams de Villers chỉ huy
Đến tháng 8/1900, Pháp đưa Dodds sang thay quyền chỉ huy với Desbordes, De Joux thay Chaumont chỉ huy lữ đoàn 1 và Bertin thay Frey ở lữ đoàn 3. Tháng 10, Bertin lai thay thế Boyer chỉ huy pháo binh và kiêm quản lý lữ đoàn 2. Tháng 5/1901, Piel lên chỉ huy lữ đoàn 1 và tháng 9/1902, Beaujoux lên chỉ huy lữ đoàn 2. 
Bốn đạo quan binh tiếp tục thay đổi chỉ huy và các tiểu khu:
- Đạo quan binh số 1 Lạng Sơn, gồm các tiểu khu Lạng Sơn, Văn Lĩnh và Móng Cái. Chỉ huy trưởng là De la Folly de Joux.
- Đạo quan binh số 2 Cao Bằng, gồm các tiểu khu Cao Bằng, Bảo Lạc và Bắc Kạn. Chỉ huy trưởng là Riou.
- Đạo quan binh số 3 Tuyên Quang, gồm các tiểu khu Tuyên Quang, Hà Giang, Vĩnh Thụy. Chỉ huy trưởng là Gonard
- Đạo quan binh số 4 Yên Bái, gồm các tiểu khu Yên Bái và Lào Cai. Chỉ huy trưởng là Louvel.
Mục đích của các đạo quan binh và lữ đoàn nhằm đối phó với các cuộc khởi nghĩa dọc biên giới Việt - Trung (gần Móng Cái - Quảng Châu). Để đối phó với cuộc khởi nghĩa của tướng Sou và đồng bào người Mèo (H'mông), tư lệnh đạo quan binh số 1 phải điều bổ sung 30 lính khố đỏ Bắc Kỳ (tirailleur tonkinois) và mở các cuộc hành quân dọc Cao Bằng - Sóc Giang để đánh quân khởi nghĩa.
Năm 1902, tướng Geil lên chỉ huy lữ đoàn 3 (tháng 2/1903 Beylié lên thay), và Mayer chỉ huy lữ đoàn 2. Đến tháng 7/1903, Clamorgan lên chỉ huy lữ đoàn 1. 
Tháng 5/1904, thời tổng chỉ huy Coronnat (đến năm 1907, lần lượt là Chevallier, Piel thay thế), có 4 lữ đoàn và 2 division (sư đoàn). Riou chỉ huy lữ đoàn 1 Hà Nội, Winckel-Mayer chỉ huy lữ đoàn 2 Bắc Ninh, Beylié chỉ huy lữ đoàn 3 Sài Gòn, D'Albignac chỉ huy lữ đoàn 4 Mỹ Tho. Clamorgan quản lý division (sư đoàn) 1 Hà Nội, Pennequin quản lý division 2 Sài Gòn. 
Các năm 1905 - 1906, Móng Cái, Lào Cai, Yên Bái, Lạng Sơn trở thành tỉnh. Cao Bằng, Bảo Lạc, Hà Giang vẫn là tiểu quân khu thuộc đạo quan binh số 2 Hà Giang.
Ngày 1 tháng 1 năm 1906, Toàn quyền Đông Dương ra quyết định: "các Đạo quan binh 2, 3 và 4 được đặt lại, về phương diện tài chính dưới quyền của Thống sứ Bắc Kỳ và được cai trị theo luật lệ hiện hành tại các tỉnh dân sự. Việc cai trị các Đạo quan binh 2, 3 và 4 vẫn đặt dưới quyền một sĩ quan cao cấp cấp đại tá hoặc trung tá. Mỗi đạo quan binh được phân thành 2 hạt. Việc chia thành khu vực bị bãi bỏ".
Năm 1907, Pháp bãi bỏ lữ đoàn 4, cử Houry chỉ huy lữ đoàn 1, Bataille chỉ huy lữ đoàn 2, Beylie chỉ huy lữ đoàn 3. 
Nghị định của Toàn quyền Đông Dương ngày 16 tháng 4 năm 1908 xác nhận chính thức, đạo quan binh được coi tương đương cấp tỉnh, có quyền hành chính, tư pháp ngang với công sứ các tỉnh dân sự Bắc Kỳ. Tổ chức của các đạo quan binh chia thành các đơn vị hành chính và tư pháp ngang với công sứ các tỉnh dân sự. Về quân sự, các đạo quan binh chịu sự chỉ đạo của Tổng chỉ huy quân đội Pháp ở Bắc Kỳ. Đạo quan binh cũng chia thành các đơn vị hành chính như các tỉnh dân sự.
Năm 1908, phong trào đấu tranh của nhân dân bùng nổ ở Lào Cai, quân Pháp do Marquessac (Mường Khương), Weygand (Pha Long), Muller, Lecreux (tư lệnh đạo quan binh số 3) kéo đến đàn áp. Tháng 8/1908, khởi nghĩa người H'mông do Hoàng Văn Quan - Hoàng Văn Đồng nổ ra ở Bản Koa (thượng sông Chảy), Lecreux và De Saint-Denys (Tuyên Quang) kéo quân đàn áp. Sau lần hòa hoãn thứ hai, Pháp tập trung lực lượng tiến đánh nghĩa quân Đề Thám. Tháng 8/1909, khởi nghĩa Tổng Kiêm ở Hòa Bình, giết chết giám binh Chaigneau và mở rộng địa bàn hoạt động. 
Năm 1911, Pennequin lên thay Geil làm tổng chỉ huy quân đội Pháp ở Đông Dương, De Giovellina thay Vimard làm chỉ huy trưởng lữ đoàn 1, Mortreuil làm tư lệnh trưởng đạo quan binh số 2. Năm 1911, người Mèo, Thổ khởi nghĩa ở khắp Hà Giang, Đồng Văn, Pháp cử quân đàn áp khốc liệt. 
Năm 1912, Pháp lần lượt đưa Boudonnet (thay Giovellina) chỉ huy lữ đoàn 1 (tháng 12/1914, Herisson thay Diguet), Arlabosse (thay Rondony) chỉ huy lữ đoàn 2, Dain (thay Leblois) chỉ huy lữ đoàn 3. Tháng 2/1913, Lefevbre thay Pennequin làm tổng chỉ huy quân đội Đông Dương. 
Ngày 16 tháng 1 năm 1915, tỉnh Lai Châu, vốn được thành lập năm 1909, được chuyển sang chế độ quân sự thuộc quản hạt của Đạo quan binh 4, do Dussault chỉ huy. Đến ngày 21 tháng 1 năm 1915, Toàn quyền Đông Dương đã ra quyết định điều chỉnh địa giới cai quản và chỉ huy sở của các đạo quan binh. Theo đó:
1. Đạo quan binh I (Hải Ninh), thủ phủ đặt tại Móng Cái.
2. Đạo quan binh II (Cao Bằng), thủ phủ đặt tại Cao Bằng
3. Đạo quan binh III (Hà Giang), thủ phủ đặt tại Hà Giang
4. Đạo quan binh IV (Lai Châu), thủ phủ đặt tại Lai Châu
5. Đạo quan binh V (Thượng Lào), thủ phủ đặt tại Phong Sa-li[53]

Trong năm 1915, Pháp chia thành 3 lữ đoàn. Friquegnon chỉ huy lữ đoàn 1 Hà Nội, Arlabosse chỉ huy lữ đoàn 2 Bắc Ninh, Dain chỉ huy lữ đoàn 3 Sài Gòn. Pháp đặt thêm lữ đoàn pháo binh số 1 do Barrand chỉ huy. Năm 1917, Maillard làm tư lệnh lư đoàn 1
Năm 1918, Leblois làm tư lệnh đạo quan binh V Thượng Lào. Từ năm 1914, khởi nghĩa Lương Bảo Định ở vùng Lai Châu - Sầm Nưa, giết chết thanh tra Lambert (Sầm Nưa). Từ năm 1918, Sourriseau (tư lệnh đạo quan binh số 4), Monceaux (Điện Biên Phủ) kéo quân Pháp sang đàn áp. Nửa đêm ngày 14 rạng 15/11/1918, khởi nghĩa binh lính đồn Bình Liêu (Lò Sáp Giát, Sam Sót Giang chỉ huy) diễn ra. Averlant (tư lệnh đạo quan binh số 1; đến năm 1919 thì Bailly thay thế) và Noguès (tư lệnh đạo quan binh số 2), cùng Bayourte (trưởng đồn Bình Liêu) kéo quân ra phản công, đến tháng 7/1919 thì khởi nghĩa Bình Liêu tan rã.  
Cuối năm 1918, tình hình biên giới phía đông bắc lại sôi động. Tháng 11/1918, binh đoàn Masse lại tiến đánh Hoàng Văn Mĩ-Hao ở Quảng Yên. Tháng 1/1919, Pháp lập các binh đoàn của Mevel (Hà Cối), Bureau (Bình Liêu), Schwob (Lạch Ngang), Kemmel (Bàn Cờ) tiến đánh quân khởi nghĩa dọc biên giới Việt - Trung.  
Năm 1919, Pháp đưa Noguès chỉ huy lữ đoàn 2, Hirtzman chỉ huy lữ đoàn 3, Jacquet chỉ huy trung đoàn pháo binh số 1. Tháng 9/1919, Peyrègne làm tổng chỉ huy quân Pháp ở Trung - Bắc Kỳ. Tháng 1/1920, Puypéroux làm tổng chỉ huy quân Pháp ở Đông Dương. Tháng 8/1920, Petitdemange thay Maillard chỉ huy lữ đoàn 1. Tháng 3/1921, Mayer chỉ huy lữ đoàn 2. 
Tháng 7/1918, khởi nghĩa người Mèo do Bat-chai chỉ huy bùng nổ ở Điện Biên Phủ. Dez (tư lệnh đạo quan binh số 4; tháng 1/1919 thì Chatry thay thế) kéo quân Pháp ra đàn áp nghĩa quân/ Năm 1921, khởi nghĩa lại bùng nổ ở Cao Bằng - Lạng Sơn, Pháp cử tướng Barbassat (tư lệnh đạo quan binh số 2), Castinetti (Kỳ Lừa), Micollon (Đồng Đăng) đem các binh đoàn ra tấn công.  
Ở Thượng Lào, cuối năm 1919 Pháp bắt đầu thành lập các đạo quân để đối phó với khởi nghĩa của nhân dân Lào. Tháng 10/1919, Pháp thành lập các đạo quân (mỗi đạo quân gồm nhiều trung đoàn) ở Xiêng Khoảng, Sầm Nưa và Thượng Mekong. Đạo quân ở Thượng Lào được đặt dưới sự chỉ huy tối cao của Prevost, gồm đại đội 2 và 6 bộ binh thuộc địa Bắc Kỳ ở Xiêng Khoảng, đại đội 7 và 9 bộ binh thuộc địa Bắc Kỳ ở Sầm Nưa. Đạo quân ở Điện Biên Phủ đặt dưới quyền chỉ huy của Blochet, gồm đại đội (compagnie) 11 Điện Biên Phủ, đại đội 11 bộ binh thuộc địa Bắc Kỳ ở Mường-Heup, đại đội 4 Annam ở Luông Prabang, biệt đội 1 ở Mường Khùa.  
Tháng 4/1922, Blondat thay Puyperoux làm tổng chỉ huy quân đội Đông Dương; Jannot chỉ huy lữ đoàn 3.  
Trong năm 1922, khởi nghĩa bùng lên ở Bắc Phong Sinh (Quảng Yên). Chỉ huy Dellac (Bắc Phong Sinh), Tetard (Than-Poun), Nicolas (Hà Cối) đem quân lên trấn áp.   
Năm 1926, Pháp sắp xếp lại lực lượng. Đứng đầu là cao uỷ Bonnet, tổng chỉ huy Đông Dương Andlauer:  
- Quản lý ở Trung - Bắc Kỳ: tướng Benoit (đến năm 1927 là Franceries)
- Lữ đoàn 1 Hà Nội: chỉ huy Roussel, gồm: Trung đoàn bộ binh thuộc địa số 9: 3 tiểu đoàn, 12 đại đội; Trung đoàn lính khố đỏ Bắc Kỳ số 1: 4 tiểu đoàn. 15 đại đội; Trung đoàn lính khố đỏ Bắc Kỳ số 4: 3 tiểu đoàn, 11 đại đội
- Lữ đoàn 2 Bắc Ninh: chỉ huy Mangeot, gồm: Trung đoàn lính khố đỏ Bắc Kỳ số 2: 3 tiểu đoàn, 12 đại đội. Trung đoàn lính khố đỏ Bắc Kỳ số 3: 3 tiểu đoàn, 14 đại đội. Tiểu đoàn Lê dương số 4. Tiểu đoàn Lê dương số 9  
- Lữ đoàn 3 Sài Gòn: chỉ huy Ducarre, gồm: Trung đoàn bộ binh thuộc địa số 11: 2 tiểu đoàn, 8 đại đội. Trung đoàn pháo binh thuộc địa số 5: 2 binh đoàn, 6 tiểu đội (batteries). Trung đoàn lính khố đỏ Annam: 3 tiểu đoàn, 12 đại đội  
- Hai binh đoàn thuộc trung đoàn pháo binh số 4  
Năm 1927, Pháp đưa Roux làm tư lệnh đạo quan binh số 4, với nhiệm vụ ổn định vùng thượng lưu sông Hồng. Tháng 11/1927, Gorgoux (tư lệnh đạo quan binh số 1) đem quân bình định khởi nghĩa Bắc Phong Sinh.   
Năm 1929, Pháp tổ chức lại các lữ đoàn và đặt thêm cac đơn vị quân sự mới. Theo đó, tư lệnh hành chính Jannot (Trung - Bắc Kỳ, thay thế Franceries), cao uỷ Noel. Tổ chức như sau:  
- Lữ đoàn 1 Hải Phòng do Philippot chỉ huy, gồm: tiểu đoàn Annam với 4 trung đội người Âu, 2 trung đội bản xứ. Tiểu đoàn bộ binh thuộc địa số 100. Trung đoàn lính khố đỏ số 2: 4 tiểu đoàn, 17 đại đội, 4 tiểu đội súng máy  
- Lữ đoàn 2 Bắc Ninh do Debailleul chỉ huy, gồm: Trung đoàn bộ binh thuộc địa số 9: 3 tiểu đoàn. Trung đoàn lính khố đỏ Bắc Kỳ số 3: 4 tiểu đoàn, 16 đại đội, 4 tiểu đội súng máy. Tiểu đoàn Lê dương số 7  
- Lữ đoàn Tổng Hà Nội do Cambay chỉ huy, gồm: Trung đoàn lính khố đỏ Bắc Kỳ số 1: 4 tiểu đoàn, 14 đại đội, 4 tiểu đội súng máy. Trung đoàn lính khố đỏ Bắc Kỳ số 4: 4 tiểu đoàn, 12 đại đội, 3 tiểu đội súng máy. Tiểu đoàn Lê dương số 4. Tiểu đoàn Lê dương số 9  
- Đại đội (commandement) pháo binh Hà Nội do Texier chỉ huy, gồm: Trung đoàn pháo binh thuộc địa Đông Dương: 4 binh đoàn, 13 batteries. Phi đội (escadron) A.M.C. Liên đoàn Trung - Bắc Kỳ.   
- Sư đoàn Nam Kỳ - Cambodge do Franceries chỉ huy, gồm: lực lượng hành chính pháo binh (Paulet chỉ huy), 3 tiểu đoàn thuộc trung đoàn bộ binh thuộc địa số 11. Trung đoàn lính khố đỏ Annam: 3 tiểu đoàn, 12 đại đội, 2 đại đội súng máy.   
- Trung đoàn pháo binh thuộc địa số 5: 3 tiểu đoàn, 8 tiểu đội (batteries)
Đến ngày 9 tháng 3 năm 1945, tổ chức đạo quan binh tan rã hoàn toàn.